# Amodiation
Une amodiation est un acte juridique par lequel une autorité publique ou un particulier affecte à un tiers (entreprise privée ou  collectivité) un terrain (ou un point d’amarrage) pour une durée limitée et, en principe, de façon réversible.

## Présentation
Historiquement, une amodiation ou faire-valoir indirect est la concession d'une terre moyennant des prestations périodiques payées au concédant, originairement en nature, et plus tard en argent. Le terme d'amodiation s'oppose au faire-valoir, et il désigne tout mode d'exploitation agricole dans lequel l'entreprise est conduite par un autre que le propriétaire (fermage, métayage).
Dans le secteur minier, une amodiation ou fortage, désigne l'acte par lequel le concessionnaire d'une mine en confie l'exploitation à une autre personnalité. Ce n'est pas une location ordinaire, car ici l'usage détruit la chose louée : c'est ainsi que les droits d'enregistrement sont ceux d'une vente immobilière, et non pas d'un bail civil ou d'un bail commercial.
Les plaisanciers sont également concernés par cet acte lorsqu'ils souscrivent un contrat d'amodiation (ou droit d'usage et de mouillage pour un poste d'amarrage) au sein d'un port.

## Sources
1. ↑  Encyclopédie Larousse du XXe siècle, Paris, 1932